# Elena Furiase
Elena Furiase González (née le 9 mars 1988) est une actrice espagnole. Elle est la fille de la chanteuse espagnole Lolita Flores et de Guillermo Furiase.

## Biographie

### Famille
Elle appartient à l'un des groupes musicaux les plus connus d'Espagne, Los Flores. Elle est la petite-fille de Lola Flores, mieux connue sous le nom de La Faraona, et d'Antonio González, El Pescaílla. Elle est également la cousine de l'actrice Alba Flores .

### Carrière
Elena Furiase a joué le rôle de Vicky dans la célèbre série télévisée d'Antena 3, El Internado pendant trois ans. Pendant le tournage, elle a fait une entorse cervicale après un accident de voiture. Elle a remporté le prix de la meilleure actrice en 2007 pour son rôle dans la série. En septembre 2008, elle participe à la deuxième saison de Forget the Drums d'Ana Diosdado. Dans la pièce, réalisée par Víctor Conde, elle interprète le rôle de Fury (Alicia).
Le 14 novembre 2008, lors de l'ouverture du théâtre El libro de las aguas, dirigé par Antonio Giménez-Rico, Elena joue Amalia. En 2009, elle a participé au clip vidéo La Lola dont la chanson est dédiée à sa grand-mère, La Faraona .
En mai 2009, elle devient l'ambassadrice de la marque de chaussures « Coolway ».
En août 2009, elle a participé au film Bad People.[réf. nécessaire]
En novembre 2009, elle a fait la couverture du magazine FHM dans son édition espagnole.
En 2013, elle rejoint la huitième saison d'Amar en tiempos revueltos.

## Filmographie

### Films
| Année | Film                    | Rôle                    |
| ----- | ----------------------- | ----------------------- |
| 2008  | El libro de las aguas   | Amalia                  |
| 2009  | Cruzando el límite (es) | Sandra                  |
| 2013  | Un dios prohibido       | Trini, la Pallaresa     |
| 2016  | Luz de Soledad          | Josefa / sœur Magdalena |
| 2016  | Poveda                  | Pepita                  |
| 2017  | Harvey Johnson          | Capitana Carter         |
| 2020  | Rosalinda               | Celia                   |
| 2020  | Vampus Horror Tales     | Marta                   |
| 2023  | Venus                   | Paloma (jeune)          |
| 2023  | La sirvienta            | Julia                   |

### Séries TV
| Année     | Titre        |
| --------- | ------------ |
| 2007-2010 | El Internado |

### Théâtre
| Année     | Pièce                                                         | Role                         | Directeur            |
| --------- | ------------------------------------------------------------- | ---------------------------- | -------------------- |
| 2002      | Teatro fantástico                                             | Colombina                    | Ainhoa Amestoy d'Ors |
| 2004      | Un beso para la bailarina verde o cómo perderse en el Thyssen | Girasoles                    | Ainhoa Amestoy d'Ors |
| 2006      | En alta mar                                                   | Grande                       | Ainhoa Amestoy d'Ors |
| 2008–2009 | Olvida los tambores                                           | Alicia                       | Víctor Conde         |
| 2011      | Crimen perfecto                                               | Grace Kelly / Margot Wendice | Víctor Conde         |